# Anna-Lena Sörenson
Anna-Lena Sörenson (12 de fevereiro de 1954) é uma política sueca. Ela serviu como membro do Riksdag de 4 de outubro de 2010 a 24 de setembro de 2018, representando o círculo eleitoral do condado de Östergötland.
Depois de servir no parlamento, Anna-Lena liderou a Comissão do Mercado de Jogos da Suécia para investigar os regulamentos e as medidas para a publicidade de jogos de azar online.